# Look at Yourself
Look at Yourself es el tercer álbum de la banda de hard rock Uriah Heep, lanzado en 1971 por Bronze Records.

## Detalles
La portada original incluía dos ojos sobre un espejo, cuya superficie reflejaba una imagen distorsionada de quien se mirara en él.
La idea, según el guitarrista Mick Box, hacía juego con el título del disco (literalmente "mírate a ti mismo"), y con las fotos de contraportada, que mostraban a la banda también en imágenes ligeramente distorsionadas.
Los espejos impresos en las carátulas de las diferentes ediciones difieren ligeramente, siendo el de la edición estadounidense el más diferente a las ediciones europeas y de otros países.

## Lista de temas
- Autor Ken Hensley, salvo los indicados.

1. "Look at Yourself" – 5:09
2. "I Wanna Be Free" – 4:00
3. "July Morning" (David Byron, Hensley) – 10:32
4. "Tears in My Eyes" – 5:01
5. "Shadows of Grief" (Byron, Hensley) – 8:39
6. "What Should Be Done" – 4:15
7. "Love Machine" (Mick Box, Byron, Hensley) – 3:37

## Personal
- David Byron - voz
- Mick Box - guitarras
- Ken Hensley - teclados, guitarras, voces
- Paul Newton - bajo
- Ian Clark - batería

Con
- Manfred Mann - sintetizadores
- Ted, Mac & Loughty (miembros de Osibisa) - percusión